# Balneário Gaivota
Pour les articles homonymes, voir Balneário.
Balneário Gaivota est une ville brésilienne du littoral sud de l'État de Santa Catarina.

## Géographie
Balneário Gaivota se situe par une latitude de 29° 09′ 24″ sud et par une longitude de 49° 34′ 46″ ouest, à une altitude de 7 mètres.
Sa population était de 8 244 habitants au recensement de 2010. En 2000, la population de la municipalité était rurale à 45 %. La municipalité s'étend sur 148 km2.
La ville se trouve à 244 km au sud de la capitale de l'État, Florianópolis. Elle fait partie de la microrégion d'Araranguá, dans la mésorégion Sud de Santa Catarina. Située sur le littoral atlantique, elle possède 23 km de côtes. Balneário Gaivota est accessible par la BR-101 à partir de Sombrio.
Le climat de la municipalité est tempéré, avec une température moyenne mensuelle qui varie de 15 à 28 °C.
L'IDH de la ville était de 0,786 en 2000 (PNUD).

## Origine du nom
Dans les années 1920, une famille de pêcheurs, s'installe au bord d'un petit cours d'eau (arroio en portugais), qui traverse encore aujourd'hui le centre de la ville, donnant naissance à la localité, alors appelée Arroio do Gildo d'après le nom de la famille de pêcheurs en question. La localité prend plus tard le nom de praia da Gaivota (« plage des mouettes ») à la création du district puis de Balneário Gaivota lors de la création de la municipalité en 1995.

## Histoire
Le territoire de la municipalité actuelle était occupé à l'origine par les indiens carijós, qui firent bon accueil aux premiers visiteurs européens, principalement espagnols.
Les premiers colons portugais s'installent dans la région vers 1830. D'abord lent et centré sur la pêche, la croissance de la localité s'accélère à la fin du XXe siècle avec le développement du tourisme. En 1990, la ville devient district de Sombrio, puis s'émancipe en 1995 pour former une municipalité indépendante,.

## Économie
Le tourisme est la principale source de revenu de la municipalité. L'agriculture, la pêche et le commerce sont les autres principales activités de la ville.
Au niveau de l'agriculture, on rencontre surtout des cultures de tabac, de maïs et de manioc, ainsi que les fruits de la passion. L'élevage concerne surtout les bovins, mais la principale production d'origine animale de Balneário Gaivota est le miel. Les principales industries sont celles liées à l'exploitation des ressources forestières locales.

## Tourisme
Les principales attractions de la ville sont ses plages le long du littoral atlantique qui attirent des visiteurs du Rio Grande do Sul et du sud de Santa Catarina. La municipalité comporte également de nombreux lacs, comme le lagoa de Sombrio, le lagoa de Caverá, le lagoa Cortada ou le lagoa de Fora,.

## Villes voisines
Balneário Gaivota est voisine des municipalités (municípios) suivantes :
- Passo de Torres
- Santa Rosa do Sul
- Sombrio
- Araranguá
- Balneário Arroio do Silva